# شلال ريتشنباخ (حلقة)
"شلال رايشنباخ" (بالإنجليزية: The Reichenbach Fall)‏ هي الحلقة الثالثة والأخيرة من الموسم الثاني من مسلسل تلفزيون بي بي سي شرلوك. كتبه ستيفن طومسون وبطولة بنديكت كومبرباتش في دور شيرلوك هولمز، ومارتن فريمان في دور الدكتور جون واتسون، وأندرو سكوت في دور جيمس موريارتي. تتناول الحلقة محاولة موريارتي لتقويض نظرة الجمهور إلى شيرلوك ودفعه إلى الانتحار. بُثَّت الحلقة لأول مرة على بي بي سي الأولى و بي بي سي الأولى إتش دي في 15 يناير 2012. جذبت 9.78 مليون مشاهد، وكان رد الفعل النقدي للحلقة إيجابيًا. كان هناك أيضًا الكثير من التكهنات عبر الإنترنت ووسائل الإعلام بعد بث الحلقة، والتي ركزت على وفاة شيرلوك.
الحلقة مستوحاة من «المشكلة الأخيرة» للسير آرثر كونان دويل، تتبع الحلقة مؤامرة موريارتي لتشويه سمعة شيرلوك هولمز وقتلها باستخدام عناصر من فيلم المرأة في الأخضر (بالإنجليزية: The Woman in Green)‏. يلمح العنوان إلى شلالات ريتشينباخ، المكان الذي يُفترض أن هولمز وموريارتي سقطوا فيها في القصة الأصلية. بعض تسلسلات الحلقة التي تدور أحداثها في برج لندن قد صُوِّرت في قلعة كارديف. تشمل المواقع الأخرى المستخدمة مقبرة نيوبورت، ومنزل تريديغار، وكارديف سيتي هول، بالإضافة إلى مناطق أخرى حول كارديف بما في ذلك برودواي وكارديف باي.

## الحبكة
أول لقاء لجون واتسون مع معالجه النفسي بعد ثمانية عشر شهرًا. وهو يكافح من أجل شرح زيارته، وفي النهاية اختنق بكلماته، "لقد مات صديقي المفضل، شيرلوك هولمز". تعود الحلقة بالزمن إلى ما قبل ثلاثة أشهر، حيث تلقى شيرلوك الاستحسان والهدايا من العديد من الأشخاص الذين قام بحل القضايا لهم، إلى جانب اهتمام وسائل الإعلام غير المرغوب فيه كثيرًا، خاصة لاستعادته لوحة تيرنر لشلالات رايشنباخ.
بعد ذلك، ينغمس المشاهد في مخطط موريارتي المعقد الذي يحاول تنفيذ جريمة القرن، حيث يشرع في اقتحام الحقيبة التي يتم فيها الاحتفاظ بجواهر التاج، بينما يفتح في نفس الوقت القبو في بنك إنجلترا ويفتح جميع الزنازين في سجن بنتونفيل عبر هاتفه المحمول. قبل تحطيم علبة جواهر التاج، كتب عبارة "احصل على شيرلوك" من الخارج، لتشاهدها كاميرات المراقبة. ثم يسمح للشرطة بالقبض عليه وهو يرتدي الجواهر ويجلس على العرش، ولكن هذا كله جزء من الخطة، حيث تسمح المحاكمة لموريارتي بالإعلان عن منصبه كأكبر مجرم استشاري في العالم بينما يقوم في الوقت نفسه بإعداد أفضل محقق استشاري في العالم لسقوط دراماتيكي.
استُدعِي شيرلوك للإدلاء بشهادته في محاكمة موريارتي، حيث أوضح أن موريارتي هو العقل الإجرامي المدبر. وقد هدد موريارتي المحلفين بوفاة عائلاتهم للتصويت بـ "البراءة". بعد تبرئته، زار موريارتي شيرلوك، وبعد أن أوضح أن اقتحامه كان بمثابة حيلة دعائية لإظهار للعملاء المحتملين الأقوياء ما هو قادر عليه، قال له، "أنا مدين لك بالسقوط". في هذه الأثناء، يُستَدعَى جون لرؤية مايكروفت، الذي يوضح أن بعض القتلة المحترفين المأجورين من أوروبا الشرقية انتقلوا إلى شقق في شارع بيكر ويطلب منه الحذر من أجل شيرلوك.
يحقق شيرلوك وجون في اختطاف أطفال السفير البريطاني لدى الولايات المتحدة، روفوس بروهل، كجزء من مؤامرة دبرها موريارتي لجعل الآخرين يشتبهون في أن شيرلوك كان يدبر جميع قضاياه بنفسه. لقد أصاب الفتاة بصدمة نفسية، فخافت من شيرلوك عند رؤيته، مما جعل الرقيب دونوفان يشك في شيرلوك. يُجبر ليستراد المتردد على إلقاء القبض على شيرلوك، لكن شيرلوك يهرب مع جون مقيد اليدين باعتباره "رهينة" له. لقد أدركوا أن فيلم "Get Sherlock" لموريارتي قد أقنع عالم الجريمة الإجرامي بأن موريارتي أعطى شيرلوك رمز الكمبيوتر الذي استخدمه لتنفيذ سرقته الثلاثية. من المفترض أن هذا الرمز قادر على تجاوز جميع أنظمة الأمان.
اقتحم شيرلوك وجون منزل الصحفية كيتي رايلي التي كانت تستعد لنشر تقرير عن شيرلوك. وجدوا أن موريارتي ابتكر هوية مزيفة، ريتشارد بروك (أو ريتش بروك، "رايشر باخ" باللغة الألمانية)، وهو الممثل الذي من المفترض أن شيرلوك دفع له مقابل الظهور بمظهر المجرم الرئيسي. يطلق "شيرلوك" مناورة أخيرة، وهو الآن رجل مطلوب وصورته الإعلامية على وشك الانهيار. بعد مغادرة جون، اتصل شيرلوك بمولي هوبر، أخصائية علم الأمراض في مستشفى سانت بارثولوميو، حيث اعترف بأنه، على عكس اعتقادها، يحترمها ويثق بها دائمًا. يخبر شيرلوك مولي أنه في خطر جسيم ويطلب منها المساعدة بتواضع. يذهب جون إلى نادي Diogenes لاستجواب مايكروفت، ويعلم أن مايكروفت كشف معلومات شيرلوك الشخصية أثناء استجواب موريارتي. في هذه الأثناء، يستنتج شيرلوك أن برنامج مكافحة الأمن شُفِّر من خلال النقر بأصابع موريارتي أثناء زيارته السابقة.

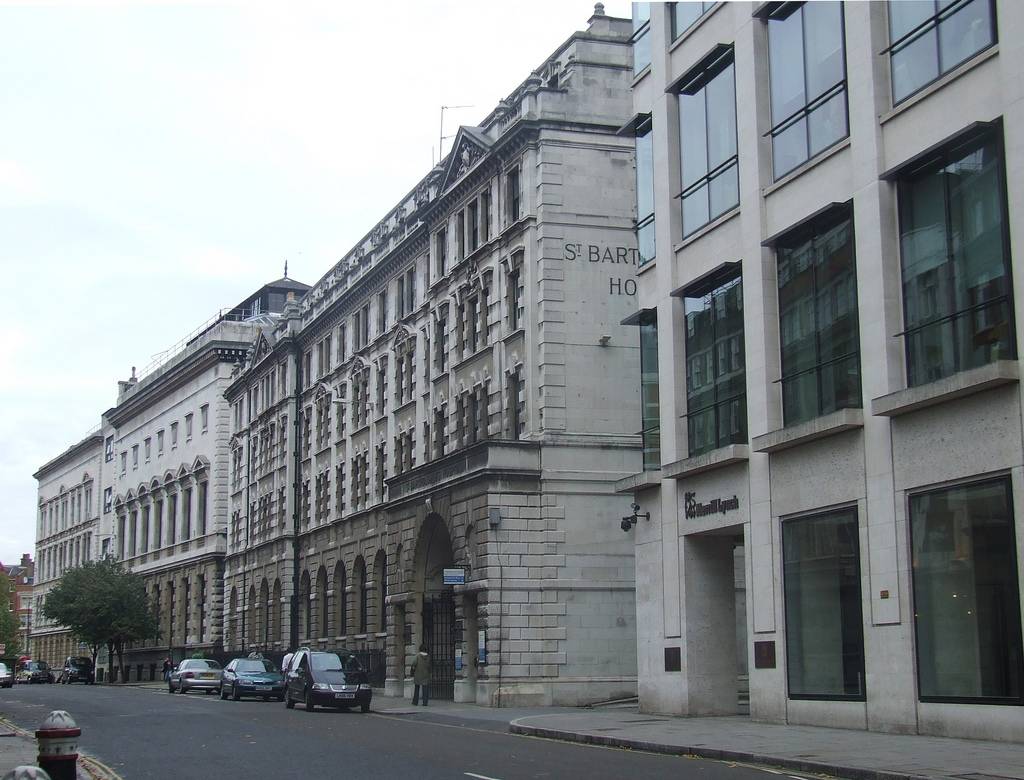
مستشفى سانت بارثولوميو.

يجد جون شيرلوك في مختبر سانت بارثولوميو لكنه يغادر بعد سماعه أن السيدة هدسون قد أُطلِق النار عليها. أرسل شيرلوك رسالة نصية إلى موريارتي يدعوه لمقابلته على سطح المستشفى لحل "مشكلتهم الأخيرة". يدعي شيرلوك أنه يستطيع محو ريتشارد بروك إلكترونيًا باستخدام الرمز. من ناحية أخرى، يكشف موريارتي أنه لا يوجد رمز وأنه ببساطة قام برشوة حراس الأمن. موريارتي يعطي شيرلوك إنذارًا نهائيًا: يجب على شيرلوك أن ينتحر وإلا سيقتل قتلة موريارتي جون والسيدة هدسون وليستراد. يدرك شيرلوك أن موريارتي لديه طريقة لمنع عمليات الإعدام. ثم يقنع شيرلوك موريارتي بأنه على استعداد لفعل أي شيء لجعله يوقف القتلة. بعد الاعتراف بأوجه التشابه بينهما، قال موريارتي لشيرلوك: "طالما أنا على قيد الحياة، يمكنك إنقاذ أصدقائك". ثم ينتحر موريارتي بإطلاق النار على نفسه، مما يغلق فعليًا خيارات شيرلوك لإنقاذ أصدقائه بخلاف القفز من السطح.
بعد ذلك، اتصل شيرلوك بجون، الذي عاد مسرعًا من 221B شارع بيكر بعد أن أدرك أن التقرير عن السيدة هدسون كان مجرد خدعة. مدعيًا أنه كان دائمًا مزيفًا وشرح هذه المكالمة الهاتفية الأخيرة هي «ملاحظته»، يغوص شيرلوك بجعة من سطح سانت بارثولوميو بينما ينظر جون مرعوبًا من الشارع، وبالتالي يضمن أن هوية موريارتي الحقيقية تموت معه. بعد أن طرحه أحد راكبي الدراجات على الأرض، تعثر جون ليشاهد، وهو حزين، جثة شيرلوك الملطخة بالدماء وهي تحملها طاقم المستشفى بعيدًا.
تعود الحلقة إلى جلسة جون العلاجية حيث لا يستطيع الانفتاح. يظهر مايكروفت وهو يقرأ صحيفة التابلويد ذا صن مع عنوان الصفحة الأولى «انتحار العبقرية المزيفة». لاحقًا، زار جون قبر شيرلوك مع السيدة هدسون. يؤكد من جديد إيمانه بشيرلوك ويتوسل إليه ألا يموت. بينما يبتعد، ينظر شيرلوك من بعيد، بعيدًا عن أنظار جون، قبل أن يبتعد أيضًا.

## المصدر

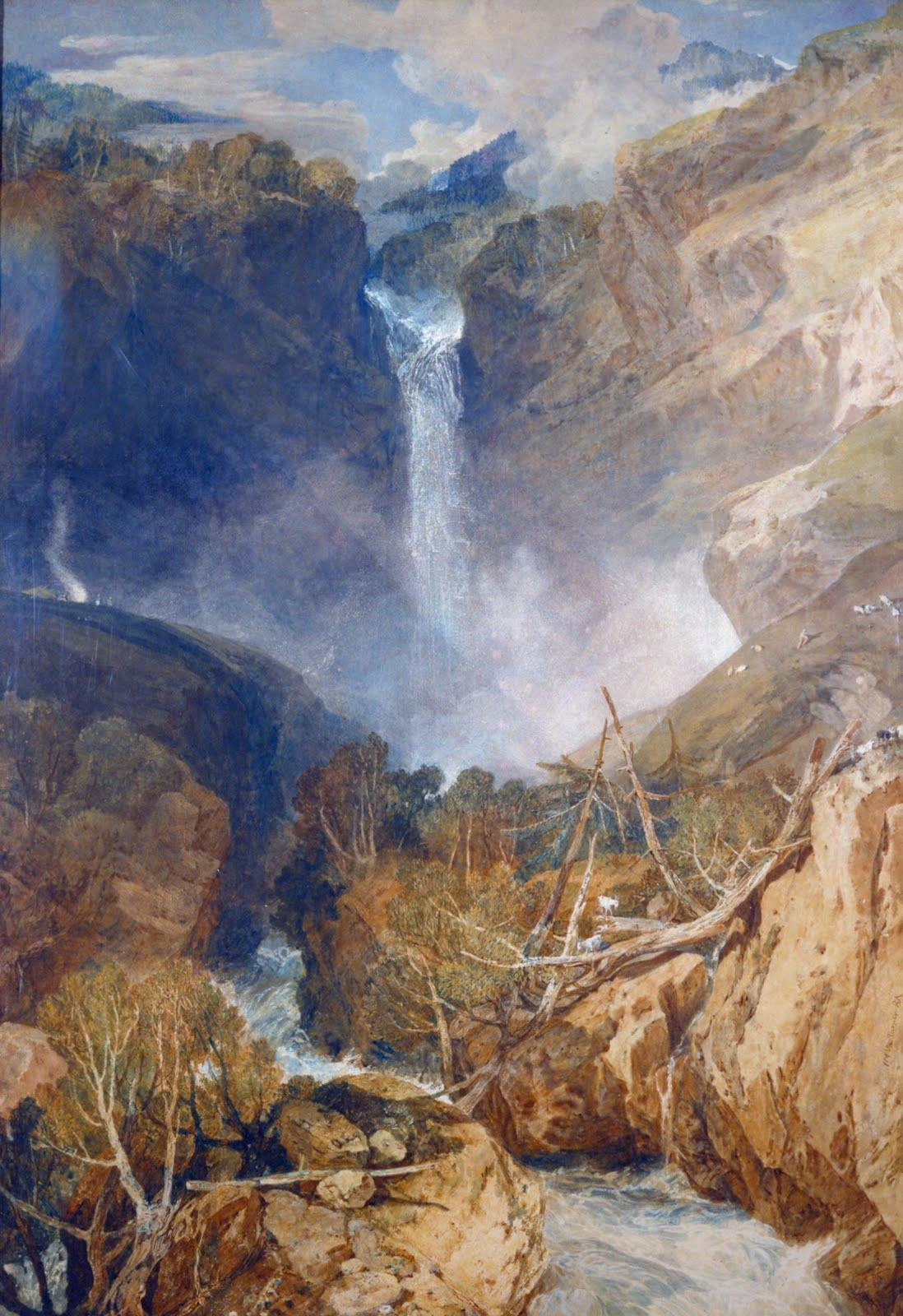
"السقوط الكبير لنهر رايشنباخ، في وادي هاسلي، سويسرا" (1804، ألوان مائية على ورق) من رسم: جي إم دبليو. تيرنر

مشهد الذروة في الحلقة مبني على القصة القصيرة «المشكلة النهائية»، حيث يتواجه هولمز وموريارتي. إن مغادرة واتسون لهولمز لرعاية السيدة هدسون يعكس عودته إلى النزل في القصة الأصلية، من أجل رعاية امرأة إنجليزية تحتضر.
يشيد تصوير زيارة موريارتي إلى شارع بيكر بمسرحية ويليام جيليت عام 1899 بعنوان شيرلوك هولمز وفيلم المرأة ذات الرداء الأخضر عام 1945.محاولة موريارتي تدمير سمعة هولمز ودفعه إلى الانتحار بالقفز من أحد المباني لها أيضًا أوجه تشابه مع المرأة في الأخضر (بالإنجليزية: The Woman in Green)‏.

## البث والاستقبال
أشارت أرقام BARB بين عشية وضحاها إلى أن الحلقة شاهدها 7.9 مليون مشاهد يمثلون 30٪ من إجمالي حصة الجمهور، بانخفاض طفيف عن الحلقتين الأولى (8.8 مليون) والثانية (8.2 مليون) من المسلسل. ارتفعت التصنيفات الموحدة النهائية إلى 9.78 مليون. أصبحت الحلقة أيضًا ثاني أكثر البرامج مشاهدة لعام 2012 على الإنترنت BBC iPlayer اعتبارًا من مايو، مع أكثر من 1.9 مليون طلب.
كما هو الحال مع الحلقتين السابقتين في السلسلة الثانية، كان رد الفعل النقدي على الحلقة إيجابيًا إلى حد كبير. أشاد سام ولاستون من صحيفة الغارديان بكتابة ستيف طومسون، ولا سيما كيف كانت الحلقة، في بعض الأحيان "مخلصة لعمل السير آرثر كونان دويل المشكلة الأخيرة، ثم سوف تتجول، مع الأخذ في الاعتبار تكنولوجيا الهاتف المحمول وقرصنة الكمبيوتر ... لكنها لا تبدو وكأنها غش". ؛ أشبه بعلاقة مفتوحة، متفق عليها من قبل الطرفين. يعلق ولاستون على أن هذه الحلقة تستكشف العلاقات، لا سيما على النقيض من رعب الحلقة السابقة ("The Hounds of Baskerville")، واصفًا أداء كومبرباتش وفريمان بأنه «مؤثر في بعض الأحيان».
وقالت سارة كرومبتون، لصحيفة ديلي تلغراف، إن كومبرباتش كان «يركب موجة ما كان بمثابة انتصار». يمتدح كرومبتون المسلسل بشكل عام، ويقترح أن "الكاتب ستيفن طومسون قد تُرك كثيرًا لأجهزته الخاصة ... وكانت النتيجة مليئة بالألفاظ بعض الشيء - على الرغم من أن بعض الكلمات كانت رائعة." تعليقًا على نهاية التشويق. ، يقول توم ساتكليف من صحيفة إندبندنت "لقد كتب موفات وزملاؤه أنفسهم في حفرة جحيم فيما يتعلق بالمسلسل التالي. إذا لم يشرحوا، فقد تكون هناك أعمال شغب." كريس تيلي الذي راجع الحلقة. بالنسبة إلى آي جي إن، أعطتها درجة 10/10، واصفة إياها بأنها «الخاتمة العظيمة لسلسلة بي بي سي الرائعة، المليئة بالحوار الذكي والتخطيط الجريء والتوجيه الأنيق وبعض العروض الرائعة حقًا».
وقد منح المجلس البريطاني لتصنيف الأفلام الحلقة فئة 12 عن "العنف المعتدل والدماء". أُصدِرَت الحلقة مع بقية السلسلة الثانية في المملكة المتحدة على أقراص DVD و Blu-ray في 23 يناير 2012.